# Otmel’ Rossyp’
Otmel’ Rossyp’ (englische Transkription von russisch Отмель Россыпь Otmel Rossyp, deutsch ‚Seifen-Bank‘) ist eine flache Untiefe an der Küste des ostantarktischen Enderbylands. Am Ostrand der Thala Hills liegt sie unmittelbar westlich des Vechernyy Hill in der Alaschejewbucht.
Russische Wissenschaftler benannten sie.